# Перечитывая дневники
«Перечитывая дневники» — повесть калужской писательницы Надежды Усовой.

## Сюжет
Сюжет повести рассказывает историю студента Владика Иванова, который проходит период взросления, становления характера. Буквально за год он пересматривает свои взгляды на жизнь и на окружающих людей. Его друзья Игорь Поздняков и Роман Чухров постепенно отдаляются от него и становятся чужими, как несущие совсем другие взгляды, нежели он. Владик находит себе нового друга — Фролыча, который становится для него опорой в период взросления. В этот же год главный герой находит и свою первую любовь.

## Герои
- Владик Иванов — студент первого курса (главный герой)
- Игорь Поздняков — друг
- Роман Чухров — друг
- Фролыч
- Лора

## Художественные особенности
Сюжет и события повести затрагивают вопросы воспитания молодого поколения, психологии взросления человека, аспекты его взаимодействия с другими людьми и окружающим миром в этот период. Основу произведения составляют мысли главного героя, которые преподносятся в повести в виде дневниковых записей.

## Издания
Произведение издавалась отдельным изданием 1964 году Калужским книжным издательством. В 1978 году также отдельным изданием повесть была издана в Туле Приокским книжным издательством (156 страниц, с иллюстрациями В. Е. Бурба, тираж 30 тысяч экземпляров).